# Citroën 2CV

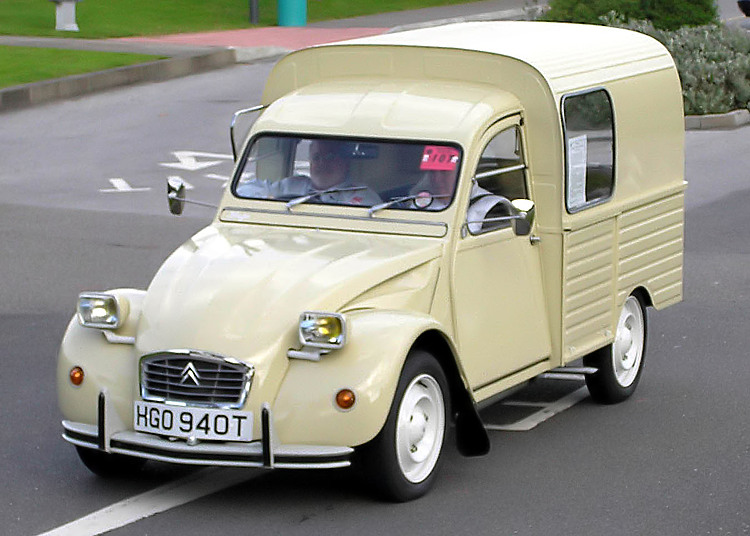
Furgoneta Citroën 2CV AK400 del 1978.

El Citroën 2CV (en francès: deux chevaux vapeur, literalment "dos cavalls de vapor) és un automòbil de baix cost produït per la marca francesa Citroën des de l'any 1948 a l'any 1990.
Entre els anys 1948 i 1990 foren produïdes 3.872.583 unitats del 2CV i 1.246.306 unitats amb carrosseries tipus furgoneta. La producció total de totes les variants ascendí finalment a 5.118.889 unitats.

## Història
La creació del 2CV es deu primerament a l'enginyer francès Pierre Jules Boulanger, que havia iniciat el desenvolupament del TPV, acrònim en francès de Très Petite Voiture (Vehicle molt petit).
La idea de creació, es basava en "un vehicle pel camp que tingués suficient espai per a dos agricultors, amb les seves botes, un sac de 50 kg de patates, capaç d'arribar a 60 km/h i consumir com a molt 3 L de combustible".
Els creadors, sota la direcció d'André Lefebre, foren l'italià Flaminio Bertoni, responsable del disseny de la carrosseria, i l'enginyer Alphonse Forceau, dissenyador de la suspensió que és una part essencial en la filosofia del "dos cavalls". L'any 1939 es fabricaren 250 prototips del TPV.
Durant l'ocupació alemanya de França a la Segona Guerra Mundial es va mantenir el projecte en secret.
El 8 d'octubre de 1948 al Saló de l'Automòbil de París es presentà per primera vegada la versió del TPV tal com es coneix avui dia, amb un motor de dos cilindres refrigerat per aire d'aproximadament 350 cc i una potència de 9 CV.
A Espanya, es començà a muntar el gener de 1959 amb un motor de 425 cc que tenia 12,5 CV SAE. Amb els anys, fou evolucionant fins a arribar a una potència de 18 CV el 1963.
L'any 1988, la producció del 2CV es va parar a la planta francesa de Levallois-Perret. L'últim 2CV, un Charleston amb el número de bastidor VF7AZKA00KA376002, es fabricà el 27 de juliol de 1990 a la planta portuguesa de Mangualde, fet que marcà la fi de la història de la producció del 2CV.

## Característiques
El nivell de tecnologia del 2CV del 1948 era remarcable per a qualsevol cotxe d'aquella època, i molt per a un dels cotxes més econòmics del planeta. Les especificacions del cotxe van variar al llarg dels 42 anys de producció, però la millora mecànica més important va ser la implementació de frens de disc el 1981 (provinents del Citroën Dyane), per al model del 1982.
Especificacions del 2CV del 1948
- Inusual suspensió independents a les quatre rodes, les rodes del davant estaven connectades a les del darrere en cada costat del cotxe.
- Suspensió frontal per basculant.
- Rodes posteriors tapades amb parafangs. El disseny de la suspensió permet canviar la roda sense necessitat d'haver de desmuntar el parafang.
- Tracció frontal.
- Frens frontals interns, per reduir el pes no suspès i fer la conducció més suau.
- Frens hidràulics a les quatre rodes.
- Motor refrigerat per aire amb cilindres oposats, petit, lleuger, muntat molt avall a davant de les rodes de davant per millorar l'estabilitat amb vàlvules a la part superior del cilindre (en un moment que les vàlvules muntades al lateral del cilindre eren encara usuals).
- Canvi de marxes manual de 4 marxes (les usuals a l'època eren de 3), amb la palanca de canvi fixada al panell d'instruments.
- Parafangs frontals i posteriors desmuntables amb cargols.
- Portes i capó desmuntables amb un sistema de perfil metàl·lic lliscant.
- Portes davanteres amb la frontissa a darrere.
- Finestres basculant, les finestres lliscants eren considerades massa cares el 1948.
- Sostre de tela i maleter desmuntable, per aconseguir versatilitat de càrrega.
- Columna de direcció muntada a la part interior de la suspensió i força darrera de les rodes, allunyant-la d'un possible impacte frontal.
- Fars ajustables en altura.
- Calefacció (la calefacció es va globalitzar als cotxes econòmics cap al 1960)

El 2CV va ser construït amb un xassís de plataforma de doble H i tub soldat a l'estil dels avions. La carrosseria era de xapes d'acer molt primes cargolades al xassís. Com que la idea inicial del disseny era un cotxe amb poca velocitat punta, no es va tenir en compte l'aerodinàmica. El resultat va ser un coeficient aerodinàmic alt, (Cx) de 0,51.
La suspensió era gairebé còmicament tova. Una persona podia fer moure fàcilment el cotxe d'un costat a l'altre de manera espectacular. Endavant i endarrere, la suspensió, era una mica més dura. El sistema de suspensió per basculant a davant i darrere juntament amb els frens davanters a l'interior del motor feien que el pes no suspès fos molt inferior a un disseny de molles o ballestes. Va ser dissenyat per Alphonse Forceau.